# Adolfo Consolini
Adolfo Consolini, född 5 januari 1917 i Costermano i Verona, död 20 december 1969 i Milano, var en italiensk friidrottare.
Consolini blev olympisk mästare i diskus vid olympiska sommarspelen 1948 i London.